# Seo Yea-ji

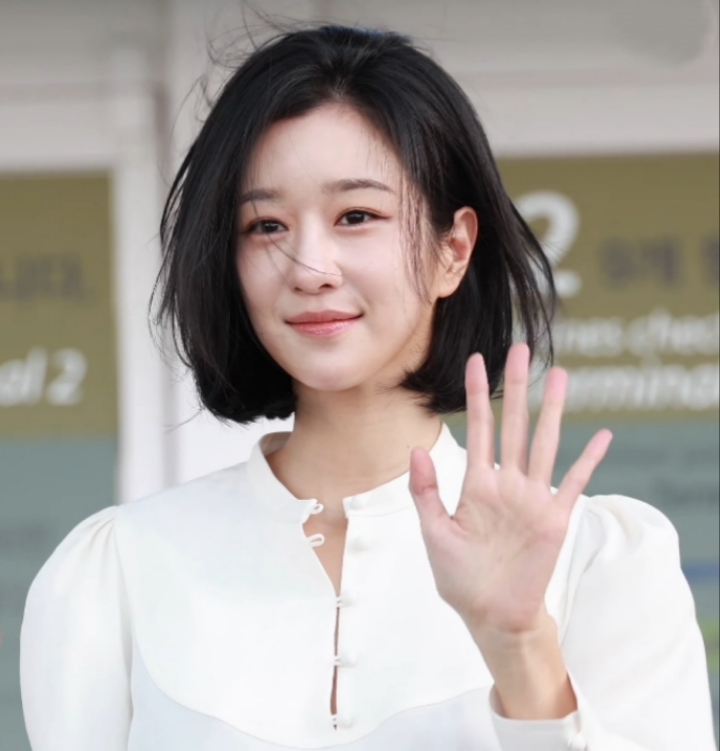
Seo Yeaji en 2025

Seo Yeaji (coréen : 서예지) est une actrice sud-coréenne. Elle a commencé sa carrière dans la sitcom Potato Star 2013QR3 (2013-2014), puis a décroché des rôles majeurs dans Diary of a Night Watchman (2014), Last (2015) et Moorim School: Saga of the Brave (2016). Elle a également joué dans des séries télévisées telles Save Me (2017) et Lawless Lawyer (2018). Elle est surtout connue pour son rôle dans It's Okay to Not Be Okay (2020). Elle a aussi joué en tant que rôle féminin principal dans la série Eve ( Veille ) en 2022.

## Carrière
Seo Yea-ji n'avait pas l'intention de poursuivre une carrière d'actrice, mais les choses ont pris une tournure différente lorsqu'elle a attiré l'attention du PDG de la société de gestion Made in Chan Entertainment, où elle est employée. Celui-ci la persuade de se lancer dans le métier d'actrice. En mars 2013, elle entre dans l'industrie du divertissement en apparaissant dans une publicité pour SK Telecom. En mai 2013, elle fait une apparition dans le court métrage Love du Samsung Galaxy S4 dans le rôle de Min-joo. Elle a fait ses débuts en tant qu'actrice dans la sitcom tvN Potato Star 2013QR3,,.
Elle joue ensuite dans le drame historique Diary of a Night Watchman (2014) diffusé par MBC, rôle pour lequel elle décroche une nomination aux MBC Drama Awards 2014 dans la catégorie Meilleure nouvelle actrice. Elle joue ensuite dans Super Daddy Yeol (2015), diffusé par tvN, et dans la série télévisée jTBC Last (2015),,,,.
Après avoir obtenu une certaine visibilité dans Last, elle a fait ses débuts sur grand écran avec le film dramatique historique The Throne (2015), où elle interprète la reine Jeongsun. Elle joue ensuite dans Circle of Atonement (2015), puis apparaît la même année dans le clip Let's Not Fall In Love du boys band sud-coréen Big Bang,.
En 2016, elle obtient un rôle principal dans Moorim School: Saga of the Brave (2016),.
Après l'expiration de son contrat avec sa société de gestion en 2016, Seo quitte Made in Chan Entertainment et s'associe à King Entertainment,.
Au début 2017, Seo obtient son premier rôle principal dans le film Another Way (2017). C'est cependant son rôle dans Save Me (2017) qui lui vaut le qualificatif de « New Thriller Queen »,.
Elle ne s'arrête pas là, pour rendre honneur à son surnom, en 2020, on la voit apparaître dans la série populaire : It's okay to not be okay. Et pour finir, afin de plus nous surprendre, en 2022, elle décide de jouer dans Eve, qui est une romance mâture, mêlant vengeance et trahison.

## Filmographie

### Cinéma
| Année | Titre                                             | Rôle            | Remarques                                                               | Réf.   |
| ----- | ------------------------------------------------- | --------------- | ----------------------------------------------------------------------- | ------ |
| 2013  | Amour                                             | Min-joo         | court métrage                                                           | [ 19 ] |
| 2015  | Sado                                              | Reine Jeongsun  |                                                                         | [ 20 ] |
| 2015  | Cercle d'expiation                                | Kang Yoo Shin   |                                                                         | [ 21 ] |
| 2016  | Seon-dal                                          | Gyu-jeune       |                                                                         | [ 22 ] |
| 2017  | Autrement                                         | Jung-won        |                                                                         | [ 23 ] |
| 2017  | The Bros                                          | Sa-ra           | Apparence spéciale                                                      | [ 24 ] |
| 2018  | Restez avec moi                                   | Yeon-soo        | 4DX VR (également connu sous le nom de Meet the Memories - First Love ) | ,      |
| 2019  | Avertissement : Ne jouez pas                      | Mi-jung         |                                                                         | [ 27 ] |
| 2019  | Par la physique quantique : une aventure nocturne | Seong Eun-yeong |                                                                         | ,.     |
| 2021  | Recalled                                          | Soo-jin         |                                                                         | ,      |

### Séries télévisées
| Année | Titre                                          | Rôle                                   | Diffuseur | Réf.   |
| ----- | ---------------------------------------------- | -------------------------------------- | --------- | ------ |
| 2013  | Potato Star 2013QR3 (en)                       | Noh Soo-young                          | tvN       | [ 32 ] |
| 2014  | Diary of a Night Watchman (en)                 | Park Soo-ryeon                         | MBC       | [ 33 ] |
| 2014  | Drama Special (en) "The Three Female Runaways" | Soo-ji                                 | KBS2      | [ 34 ] |
| 2014  | Drama Festival "Gabon"                         | Kyung Hee                              | MBC       | [ 35 ] |
| 2015  | Super Daddy Yeol (en)                          | Hwang Ji-hye                           | tvN       | [ 36 ] |
| 2015  | Last (en)                                      | Shin Na-ra                             | jTBC      | [ 37 ] |
| 2016  | Moorim School: Saga of the Brave (en)          | Shim Soon-duk                          | KBS2      | [ 38 ] |
| 2016  | Another Oh Hae-young (en)                      | Oh Seo-hee (caméo, épisode 15)         | tvN       | [ 39 ] |
| 2016  | Hwarang                                        | princesse Sook-myung (숙명공주 (신라)) | KBS2      | [ 40 ] |
| 2017  | Save Me                                        | Im Sang-mi                             | OCN       | [ 41 ] |
| 2018  | Lawless Lawyer (en)                            | Ha Jae-yi                              | tvN       | [ 42 ] |
| 2020  | It's Okay to Not Be Okay                       | Ko Mun-Yeong                           | tvN       | [ 43 ] |
| 2022  | Eve's Scandal                                  | Lee Rael                               | tvN       | [ 44 ] |

## Prix et distinctions
| Prix                     | Année | Catégorie                                 | œuvre / nommée                          | Résultat   | Réf.   |
| ------------------------ | ----- | ----------------------------------------- | --------------------------------------- | ---------- | ------ |
| APAN Star Awards (en)    | 2021  | Excellence Award, actrice d'une minisérie | It's Okay to Not Be Okay                | Lauréat    | [ 45 ] |
| APAN Star Awards (en)    | 2021  | Popular Star Award, actrice               | It's Okay to Not Be Okay                | Lauréat    | [ 46 ] |
| APAN Star Awards (en)    | 2021  | KT Seezn Star Award                       | Seo Ye-ji                               | Nomination | [ 47 ] |
| Asia Artist Awards       | 2020  | Best Artist Award                         | It's Okay to Not Be Okay                | Lauréat    | [ 48 ] |
| Asia Artist Awards       | 2020  | AAA Hot Issue Award                       | Seo Ye-ji                               | Lauréat    | [ 49 ] |
| Baeksang Arts Awards     | 2017  | Most Popular Actress – Film               | Another Way (en)                        | Nomination | [ 50 ] |
| Baeksang Arts Awards     | 2021  | Best Actress – Television                 | It's Okay to Not Be Okay                | Nomination | [ 51 ] |
| Baeksang Arts Awards     | 2021  | Most Popular Actress                      | Seo Ye-ji                               | Lauréat    | ,      |
| Brand of the Year Awards | 2020  | Actress of the Year                       | Seo Ye-ji                               | Lauréat    | [ 54 ] |
| Buil Film Awards         | 2020  | Popular Star Award                        | By Quantum Physics: A Nightlife Venture | Lauréat    | [ 55 ] |
| MBC Drama Awards (en)    | 2014  | Best New Actress                          | Diary of a Night Watchman               | Nomination | [ 56 ] |
| Soompi Awards            | 2019  | Actress of the Year                       | Lawless Lawyer                          | Nomination | [ 57 ] |